# جيفرسون سيبيدا
جيفرسون سيبيدا هو دراج إكوادوري، ولد في 2 مارس 1996.

## وصلات خارجية
- جيفرسون سيبيدا على موقع الاتحاد الدولي للدراجات (الإنجليزية)
- جيفرسون سيبيدا على موقع أرشيف الدراجات (الإنجليزية)
- جيفرسون سيبيدا على موقع إحصائيات الدراجات الإحترافية (الإنجليزية)
- جيفرسون سيبيدا على موقع نسبة الدراجات (الإنجليزية)